# 静かな夜は二人でいよう
「静かな夜は二人でいよう」（しずかなよるはふたりでいよう）は、2001年6月21日にgai RECORDSから発売された河村隆一の6枚目のシングル。

## 概要
特記以外作詞・作曲・編曲：ЯK
1. 静かな夜は二人でいよう
  - 編曲：ЯK&[K]assyi
  - 2007年ツアー「誰の為でもなく君に」のグッズ「RK CAST」のインタビューにおいて「1997年の再来を体験するにはこの曲がドカンと売れてほしかった」「ジュリア」も「恋をしようよ」も「君の前でピアノを弾こう」もいいんだけど、やっぱり『Glass』に相当するのはこの曲なので、正直もう少し売れてほしかった」と言う旨の発言をしている。
  - ハウス食品やさいのカレーCMソング。
2. 眠れない夜
3. Flight
  - 編曲：土方隆行
4. 静かな夜は二人でいよう（ac g version）
5. 静かな夜は二人でいよう（for you）